# Copa da Ásia de Futebol Feminino de 2008
A Copa da Ásia de Futebol Feminino de 2008 foi uma competição organizada pela Confederação Asiática de Futebol (AFC) entre 24 de maio e 8 de junho. Sendo a 16ª edição do torneio.

## Fase de qualificação
Onze selecções participaram na fase de qualificação. Dividida em duas fases da fase de qualificação apuram-se 7 selecções, as quais se juntou a selecção do Vietnã como anfitriã.
| Anfitriã - Vietnã | Vencedoras da fase de qualificação - Austrália - China - Coreia do Norte - Coreia do Sul | Vencedoras da fase de qualificação (cont.) - Japão - Tailândia - Taipé Chinês |

## Fase de grupos

### Grupo A
| Pos. | Selecção        | Pts | J | V | E | D | GM | GS | SG  |
| ---- | --------------- | --- | - | - | - | - | -- | -- | --- |
| 1    | Coreia do Norte | 9   | 3 | 3 | 0 | 0 | 9  | 0  | +9  |
| 2    | China           | 6   | 3 | 2 | 0 | 1 | 6  | 2  | +4  |
| 3    | Vietnã          | 3   | 3 | 1 | 0 | 2 | 1  | 4  | -3  |
| 4    | Tailândia       | 0   | 3 | 0 | 0 | 3 | 1  | 11 | -10 |

| 28 de maio | Coreia do Norte                                                            | 5 – 0     | Tailândia | Thong Nhat Stadium                       |
| 17:00      | Kim Kyong-Hwa 8', 39' · Ri Kum-Suk 30' · Ri Un-Suk 51' · Kim Yong-Ae 90+1' | Relatório |           | Público: 2,000 Árbitro: AUS Tammy Ogston |

| 28 de maio | China       | 1 – 0     | Vietnã | Thong Nhat Stadium                      |
| 19:30      | Xu Yuan 31' | Relatório |        | Público: 5,500 Árbitro: KOR Hong Eun-Ah |

| 30 de maio | Vietnã | 0 – 3     | Coreia do Norte                             | Thong Nhat Stadium                      |
| 17:00      |        | Relatório | Ri Un-Gyong 11' (pen) · Ri Kum-Suk 39', 67' | Público: 1,700 Árbitro: KOR Hong Eun-Ah |

| 30 de maio | Tailândia       | 1 – 5     | China                                                      | Thong Nhat Stadium                     |
| 19:30      | Nisa Romyen 37' | Relatório | Liu Sa 11' · Qu Feifei 20', 73' · Xu Yuan 22' · Pu Wei 86' | Público: 300 Árbitro: JPN Baba Sachiko |

| 1 de junho | China | 0 – 1     | Coreia do Norte | Army Stadium                           |
| 18:30      |       | Relatório | Ri Un-Gyong 34' | Público: 200 Árbitro: AUS Tammy Ogston |

| 1 de junho | Vietnã               | 1 – 0     | Tailândia | Thong Nhat Stadium                       |
| 18:30      | Doan Thi Kim Chi 70' | Relatório |           | Público: 2,500 Árbitro: JPN Baba Sachiko |

### Grupo B
| Pos. | Selecção      | Pts | J | V | E | D | GM | GS | SG  |
| ---- | ------------- | --- | - | - | - | - | -- | -- | --- |
| 1    | Japão         | 6   | 3 | 2 | 0 | 1 | 15 | 4  | +11 |
| 2    | Austrália     | 6   | 3 | 2 | 0 | 1 | 7  | 3  | +4  |
| 3    | Coreia do Sul | 6   | 3 | 2 | 0 | 1 | 5  | 3  | +2  |
| 4    | Taipé Chinês  | 0   | 3 | 0 | 0 | 3 | 0  | 17 | -17 |

| 29 de maio | Austrália                                                          | 4 – 0     | Taipé Chinês | Thong Nhat Stadium                    |
| 17:00      | Heather Garriock 19', 42' · Jenna Tristram 51' · Lisa De Vanna 82' | Relatório |              | Público: 600 Árbitro: PRK Ri Hong-Sil |

| 29 de maio | Japão             | 1 – 3     | Coreia do Sul                             | Thong Nhat Stadium                      |
| 19:30      | Yuki Nagasato 10' | Relatório | Cha Yun-Hee 18' · Park Hee-Young 31', 54' | Público: 600 Árbitro: IND Bentla D'Coth |

| 31 de maio | Taipé Chinês | 0 – 11    | Japão | Thong Nhat Stadium                           |
| 17:00      |              | Relatório | Aya Sameshima 21' · Rumi Utsugi 29', 65' · Kozue Ando 51' · Eriko Arakawa 55' · Karina Maruyama 66', 89' · Michi Goto 76' · Tomoe Kato 81' · Lee Hsui-Chin 82' (g.c.) · Yuki Nagasato 90+1' | Público: 300 Árbitro: THA Pannipar Kamnuengb |

| 31 de maio | Coreia do Sul | 0 – 2     | Austrália                            | Thong Nhat Stadium                      |
| 19:30      |               | Relatório | Ellyse Perry 30' · Lisa De Vanna 69' | Público: 300 Árbitro: IND Bentla D'Coth |

| 2 de junho | Austrália              | 1 – 3     | Japão                                              | Thong Nhat Stadium                    |
| 17:00      | Clare Polkinghorne 70' | Relatório | Kozue Ando 8' · Yuki Nagasato 33' · Aya Miyama 50' | Público: 300 Árbitro: PRK Ri Hong-Sil |

| 2 de junho | Coreia do Sul                      | 2 – 0     | Taipé Chinês | Army Stadium                                |
| 17:00      | Kim Yoo-Mi 23' · Kim Soo-Yun 90+2' | Relatório |              | Público: 250 Árbitro: THA Pannipar Kamnueng |

## Fases finais
|  | Semifinais      | Semifinais |   |            | Final           | Final |  |
|  |                 |            |   |            |                 |       |  |
|  | 5 de junho      |            |   |            |                 |       |  |
|  | Coreia do Norte | 3          |   |            |                 |       |  |
|  | Austrália       | 0          |   |            |                 |       |  |
|  |                 |            |   |            |                 |       |  |
|  |                 |            |   |            | 8 de junho      |       |  |
|  |                 |            |   |            | Coreia do Norte | 2     |  |
|  |                 | China      | 1 |            |                 |       |  |
|  |                 |            |   |            |                 |       |  |
|  |                 |            |   |            |                 |       |  |
|  |                 |            |   |            | Terceiro lugar  |       |  |
|  | 5 de junho      | 5 de junho |   | 8 de junho | 8 de junho      |       |  |
|  | Japão           | 1          |   | Austrália  | 0               |       |  |
|  | China           | 3          |   |            | Japão           | 3     |  |

### Semi-finais
| 5 de junho | Coreia do Norte         | 3 – 0     | Austrália | Thong Nhat Stadium                            |
| 16:00      | Ri Kum-Suk 2', 41', 60' | Relatório |           | Público: 2,700 Árbitro: THA Pannipar Kamnueng |

| 5 de junho | Japão           | 1 – 3     | China                               | Thong Nhat Stadium                        |
| 19:00      | Homare Sawa 47' | Relatório | Wang Dandan 63', 68' · Han Duan 75' | Público: 1,000 Árbitro: IND Bentla D'Coth |

### Terceiro lugar
| 8 de junho | Austrália | 0 – 3     | Japão                                                | Thong Nhat Stadium                      |
| 16:00      |           | Relatório | Yuki Nagasato 15' · Aya Miyama 78' · Homare Sawa 86' | Público: 1,200 Árbitro: KOR Hong Eun-Ah |

### Final
| 8 de junho | Coreia do Norte                  | 2 – 1     | China      | Thong Nhat Stadium                       |
| 19:00      | Ri Kum-Suk 55' · Lee Yung-Ae 68' | Relatório | Bi Yan 12' | Público: 2,500 Árbitro: JPN Sachiko Baba |

## Premiações
| Copa da Ásia de Futebol Feminino 2008 |
| Coreia do Norte.                      |
| ------------------------------------- |
| COREIA DO NORTE Campeã (3º título)    |